# Famille Landi
 (août 2024).
Si vous disposez d'ouvrages ou d'articles de référence ou si vous connaissez des sites web de qualité traitant du thème abordé ici, merci de compléter l'article en donnant les références utiles à sa vérifiabilité et en les liant à la section « Notes et références ».
La famille des Landi est une famille patricienne originaire d'Émilie-Romagne au Moyen Âge. Les Landi possèdent le pouvoir sur Plaisance et ses environs.

## Historique

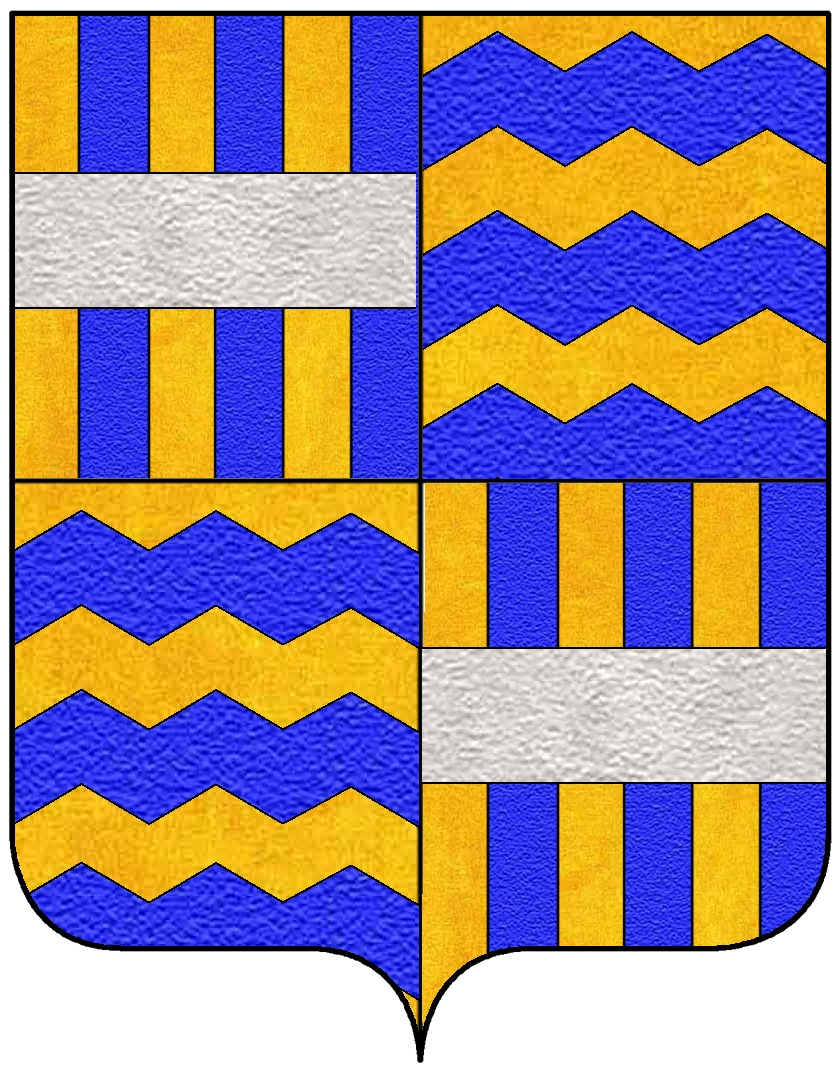
Blason de la famille Landi.

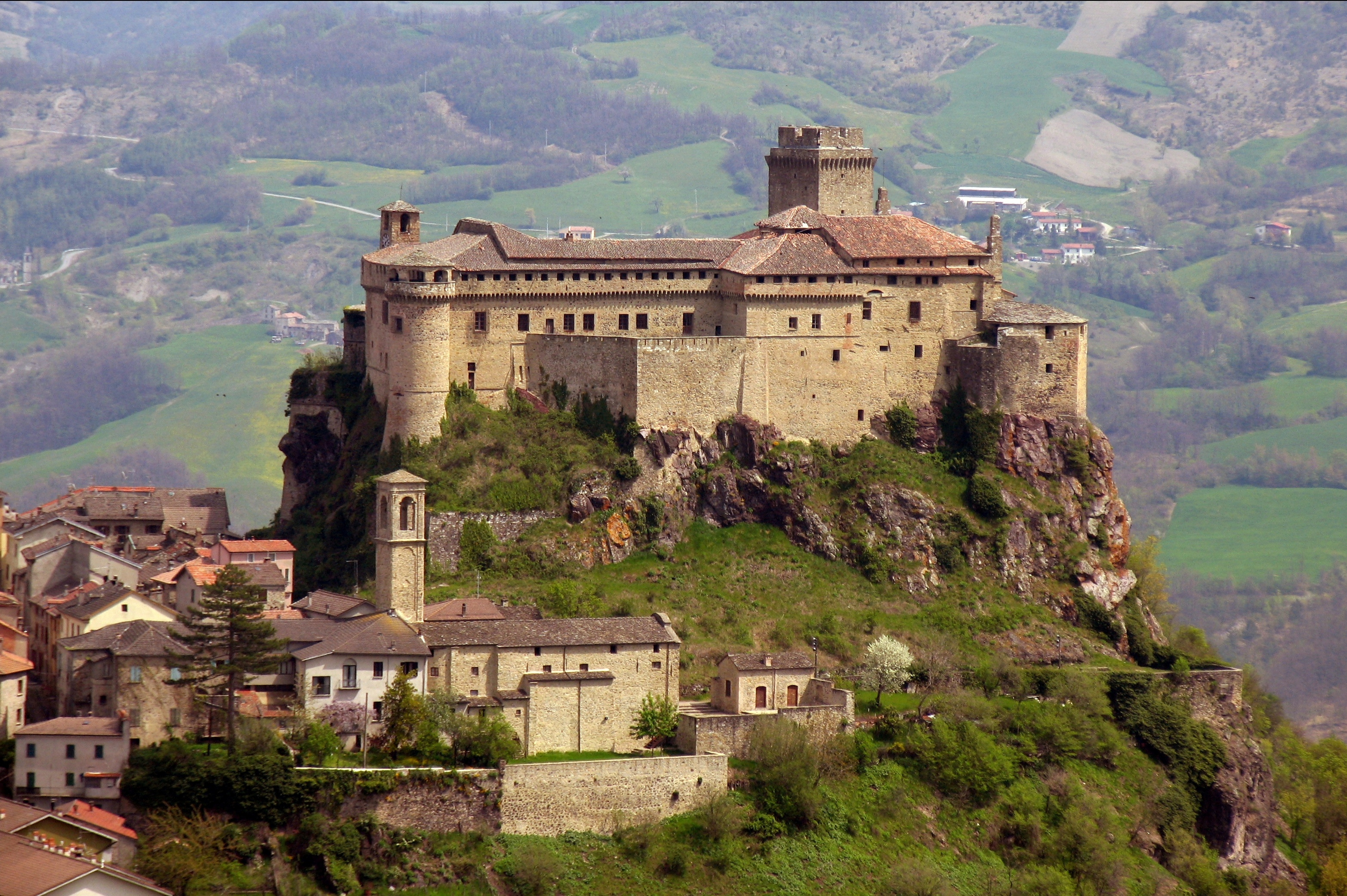
Rocca dei Landi à Bardi.

La famille des Landi est une ancienne famille noble italienne originaire d'Émilie-Romagne, qui se signale à la fin du Moyen-Âge dans le domaine politique en donnant des princes suzerains dépendants directement du Saint-Empire romain germanique.
Les origines de la famille ne sont que des hypothèses, néanmoins les diverses recherches mènent à la ville de Plaisance où la famille a atteint les plus hauts pouvoirs.
Au XIIe siècle il existait déjà diverses familles Landi dont il n'est pas possible d'établir les liens éventuels.
Divers membres on recouvert des charges importantes à Plaisances et dans d'autres villes environnantes et les différentes branches apparaissent comme étant dotées de biens et richesses probablement issues d'activités bancaires.
Le personnage le plus fortuné est Guglielmo I, vivant au XIIIe siècle podestat de Vicence et de Milan ; son fils Giannone deviendra podestat de Vercelli.
Giannone, à son tour est le père de Guglielmo II et de Ubertino (ou Umberto) autres membres influents.
Par leur intermédiaire, la famille Landi, au cours du XIIIe siècle détient le pouvoir sur  d'importants territoires et châteaux le long de l'Apennin Liguro-émilien, en particulier à Bardi, Compiano et Borgo Val di Taro.

## Source de traduction
- (it) Cet article est partiellement ou en totalité issu de l’article de Wikipédia en italien intitulé « Landi » (voir la liste des auteurs).

1. ↑  (it) « Famille Landi », sur Treccani.it